# 蘭辛 (伊利諾伊州)
蘭辛（英語：Lansing）是位於美國伊利諾伊州庫克縣的一個村落。

## 地理
蘭辛的座標為41°33′57″N 87°32′45″W / 41.56583°N 87.54583°W，而該地最高點為海拔高度192米（即630英尺）。

## 人口
根據2010年美國人口普查的數據，蘭辛的面積為19.47平方千米，當中陸地面積為19.32平方千米，而水域面積為0.15平方千米。當地共有人口28331人，而人口密度為每平方千米1,455人。